# Phronia dziedzickii
Phronia dziedzickii är en tvåvingeart som beskrevs av Lundstrom 1906. Phronia dziedzickii ingår i släktet Phronia och familjen svampmyggor. Arten är reproducerande i Sverige. Inga underarter finns listade i Catalogue of Life.